# Locomoció sobre les falanges mitjanes de les mans

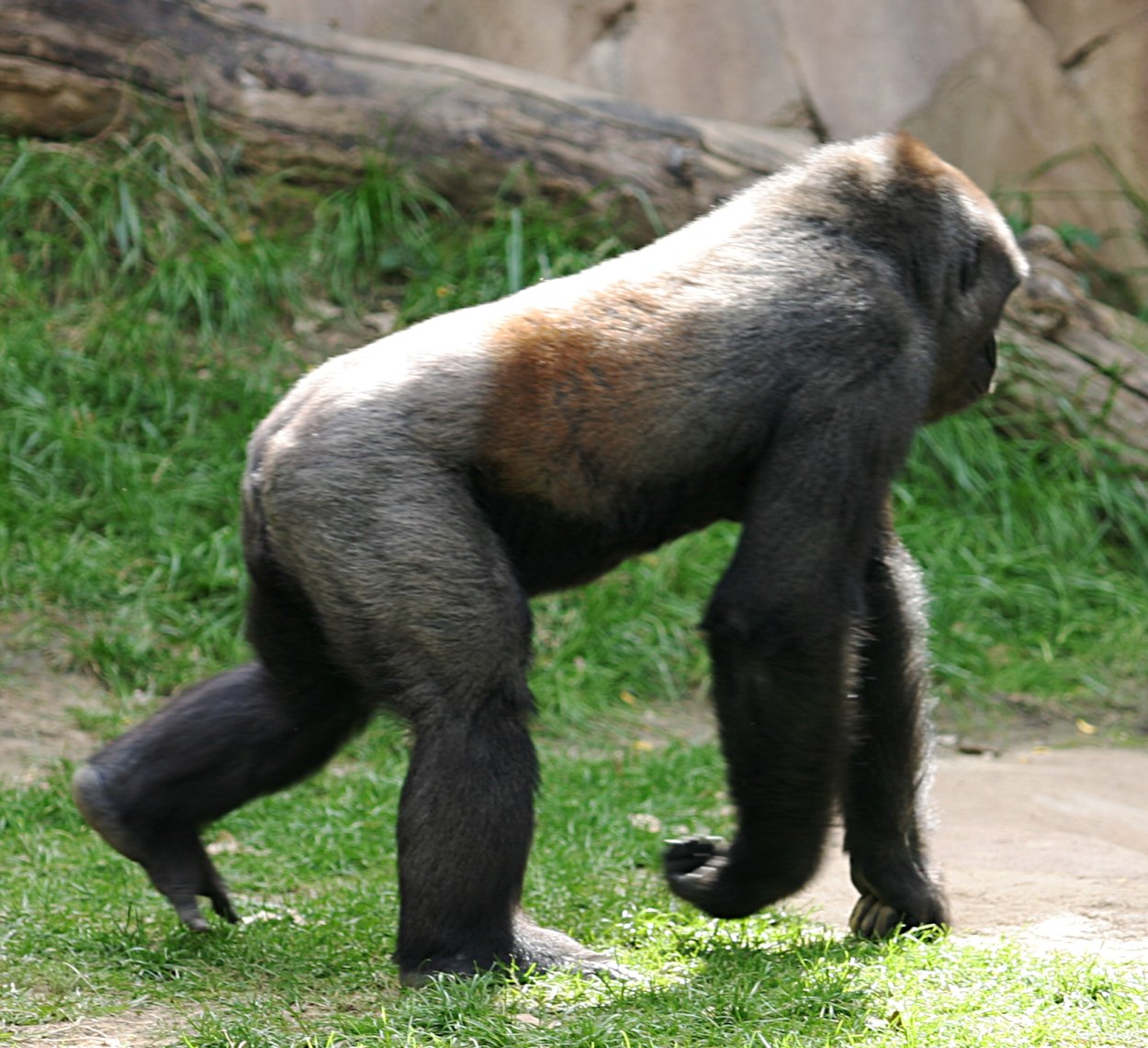
Un goril·la movent-se sobre les falanges mitjanes de les mans

La locomoció (quadrúpeda) sobre les falanges mitjanes de les mans o marxa (quadrúpeda) sobre les falanges mitjanes de les mans és una forma de caminar sobre les quatre potes en la qual les extremitats anteriors mantenen els dits en una postura parcialment flexionada que permet que el pes del cos pressioni cap avall a terra a través dels artells. En termes tècnics, la marxa sobre les falanges mitjanes de les mans és la locomoció amb les manus (del llatí "mà") flexionada distalment en contacte amb el substrat.
Els goril·les i els ximpanzés utilitzen aquest sistema de locomoció de la mateixa manera que ho fa el formiguer gegant i l'ornitorrinc.
Els antropòlegs havien pensat que l'ancestre comú dels ximpanzés i els éssers humans utilitzava la locomoció sobre les falanges mitjanes de les mans, i que els humans van evolucionar per tal de caminar en posició vertical a partir de la marxa sobre les falanges mitjanes de les mans: una visió recolzada per una nova anàlisi de les característiques passades per alt en els fòssils d'homínids. S'havia suposat que els humans descendien d'un avantpassat que caminava sobre les falanges mitjanes de les mans, però això no està ben recolzat.
Des d'aleshores, els científics van descobrir que Ardipithecus ramidus, un homínid semblant als humans, descendeix d'un ancestre comú de ximpanzés i d'humans. A. ramidus caminava dret, però no sobre les falanges mitjanes de les mans. Això va fer concloure als científics que els ximpanzés van evolucionar a caminar sobre les falanges mitjanes de les mans després de la seva separació dels humans fa uns sis milions d'anys, i els humans evolucionaren a caminar drets sense la locomoció sobre les falanges mitjanes de les mans.

## Avantatges
La locomoció sobre les falanges mitjanes de les mans tendeix a presentar-se en l'evolució quan els dits de les extremitats anteriors s'especialitzen en altres tasques que les de la locomoció sobre la terra. En el goril·la, els dits es fan servir per manipular els aliments i per enfilar-se.